# تفسير القرآن الكريم بالمعنى الحرفي
تفسير القرآن بالمعنى الحرفي (باللاتينية:  Interpretatio Alcorani litteralis) هي ترجمة لاتينية وتفسير للقرآن أكمله جرمانوس السيليزي في عام 1669. تحتوي المخطوطة الأصلية (رقمها: MS Escorial 1624) على 528 ورقة وهي محفوظة في الإسكوريال.

## وصف
تحتوي مخطوطة جرمانوس السيليزي التي كتبها بنفسه (MS Escorial 1624) على 528 صحيفة .  بالإضافة إلى الترجمة اللاتينية للقرآن ، تحتوي كل سورة في المخطوط على تفسير منظم، أو تفسير من المُفسِّرين المسلمين، بما في ذلك عبد الرزاق الكاشاني .   وقد تم تقديم هذه المختارات من التفسير بالترجمة اللاتينية وكذلك بالنص العربي الأصلي. 
يعتبر أوليسيس تشيسيني أن هذه المخطوطة هي أهم عمل لـجرمانوس السيليزي.

## تاريخ
لم يُنشر عمل جرمانوس السيليزي في المطبوعات، سوى الطبعة النقدية من الترجمة اللاتينية في عام 2009.  ثم لم يكن للعمل تأثير يذكر في الوقت الذي تم إنتاجه فيه. لا توجد نسخ خارج الإسكوريال باستثناء نسخة مخطوطة واحدة في مكتبة كلية الطب بجامعة مونبلييه (رقمها: H-72). 